# Casino Termas de Chillán
Casino Termas de Chillán fue un casino de juego chileno, cerrado, que estaba ubicado en la comuna de Pinto, en la Región de Ñuble. Es uno de los tres casinos aprobados en 2006 por la Superintendencia de Casinos de Juego para la Región del Biobío, junto con el Casino Marina del Sol y el Gran Casino Los Ángeles.
En septiembre de 2013, la sociedad operadora del casino presentó la renuncia a su permiso de operación por malos resultados económicos.
El casino tenía 283 posiciones de juego. Posee 14 mesas de juego, 80 posiciones de bingo y 100 máquinas de azar. Actualmente las antiguas dependencias del casino son habitaciones del Hotel Nevados de Chillán.